# خواكين فرنانديز
خواكين فرنانديز (بالإسبانية: Joaquín Fernández Moreno)‏ (31 مايو 1996 هويركال دي المرية إسبانيا - ) هو لاعب كرة قدم إسباني يلعب كلاعب وسط.

## روابط خارجية
- خواكين فرنانديز على موقع اتحاد تركيا (لاعب) (الإنجليزية)
- خواكين فرنانديز على موقع الدوري الأمريكي (الإنجليزية)
- خواكين فرنانديز على موقع قاعدة بيانات كرة القدم.إي يو (الإنجليزية)
- خواكين فرنانديز على موقع Soccerway.com (الإنجليزية)
- خواكين فرنانديز على موقع عالم كرة القدم.نت (الإنجليزية)
- خواكين فرنانديز على موقع AS.com (الإسبانية)